# Универсальный решатель задач
Универсальный решатель задач (англ. General Problem Solver, GPS) — компьютерная программа, созданная в 1957 году Гербертом Саймоном, Клиффордом Шоу (англ. Cliff Show) и Алленом Ньюэллом, предназначенная для работы в качестве универсальной машины для решения задач, сформулированных на языке хорновских дизъюнктов. В качестве примеров использования приводились доказательства теорем евклидовой геометрии и логики предикатов, решение шахматных задач.
Программа основана на теоретической работе Саймона и Ньюэлла о логических машинах. Считается первой компьютерной программой, в которой предпринята стратегия разделения знаний о задачах (правила, которые подавались на вход программы) от стратегии решения задач (общий решающий движок). Решающий алгоритм был реализован на низкоуровневом языке программирования IPL.
Хотя GPS была способна решать простые задачи, как например головоломку о ханойских башнях, она не могла справиться со многими реальными задачами, поскольку поиск цепи решения приводил к комбинаторному взрыву числа промежуточных шагов.